# Collégiale Saint-Hilaire de Semur-en-Brionnais
La collégiale Saint-Hilaire est une ancienne collégiale romane du XIIe siècle située sur le territoire de la commune de Semur-en-Brionnais dans le département français de Saône-et-Loire en région Bourgogne-Franche-Comté. L'église est classée aux monuments historiques depuis 1862.

## Historique
L’église a été construite en deux étapes au cours du XIIe siècle. Elle est la dernière église romane construite dans le Brionnais. Son architecture s'en ressent puisqu’elle marie habilement à la fois le style roman du Brionnais et celui de la troisième abbatiale de Cluny qui a été fondée par saint Hugues. Hugues, fils de Dalmace 1er [vers 985-1048], seigneur de Semur, et d'Aremburge de Vergy, naît au château de Semur situé à côté de l’église. Hugues devient abbé de Cluny en 1049 après la mort d’Odilon de Mercœur ; il le restera jusqu’à sa mort en 1109. Il n’a donc pas vu l’église actuelle. Hugues de Semur qui fut le bâtisseur de la troisième église de Cluny, envoya dans sa ville natale, des architectes provenant de l’abbaye mère.
La partie la plus ancienne de l’église date de cette période : elle correspond au transept, à une travée du chœur, à l’abside et aux deux absidioles.
Les années 1180 voient la fin de la construction du portail occidental de l'église et de son tympan ainsi que de la tribune .
L’église est élevée en collégiale en 1274 lorsque Jean de Châteauvillain, baron de Semur, et Girard, évêque d’Autun, y fondent un chapitre de 13 chanoines. L’église Saint-Hilaire devient alors l’église paroissiale de Semur. À noter que l’église rurale, anciennement bâtie au fond de la vallée et dédiée à saint Martin, a servi jusqu'à la Révolution au culte pour les villages des alentours. Celle que les barons de Semur édifièrent dans Semur n'était donc pas destinée à la remplacer mais à servir de témoignage de leur piété.
En 1364, pendant la guerre de Cent Ans, l’église est pillée par le Prince Noir. 
Au XVIe siècle (en 1576), lors des guerres de religion, les Huguenots calvinistes l’incendient. La voûte s'effondre. Elle est remplacée par un plafond en lambris.
En 1775, le chapitre est supprimé.
À partir de 1793, le culte est interdit dans l’église. Il sera de nouveau autorisé à partir de 1800.
L'église est classée monument historique en 1851. Elle est restaurée par l'architecte Eugène Millet. La voûte de la nef est rétablie.
En 1854, les pignons et une partie du clocher sont restaurés.
En 1889, l'ancien badigeon intérieur est enlevé et les joints sont refaits d'appareil. Les baies sont ornées avec des vitraux peints par M. Bégule.
L'une des particularités remarquables de cet édifice est de disposer de trois cadrans solaires (mur sud de la nef).

## Architecture

### Description extérieure
L’église est régulièrement orientée. Elle est construite en moyen appareil ocré. La toiture est couverte de tuiles romaines. La chapelle annexe sud-est date du XVIe siècle.

#### Le chevet
L’ensemble donne une impression de solidité et de sérénité, mais aussi de sveltesse.
Malgré les liens étroits qui l’unissaient à l’abbaye mère, l'église Saint-Hilaire présente un chevet roman à trois absides qui s'écarte du modèle clunisien. Plus précisément, le chevet est constitué d'une abside et de deux absidioles semi-circulaires recouvertes de tuiles. 
La maçonnerie de l'abside centrale est rythmée par deux puissants pilastres.
Le pignon du mur de décrochement qui ferme la travée de chœur, à l’est, est percé d'un oculus surmonté d'une double arcature.

#### Le portail occidental de la nef

##### Le tympan
Le tympan représente le Christ en majesté, à savoir le Christ Pantocrator dans une mandorle soutenu par deux anges qui semblent tassés du fait de la présence du tétramorphe. En raison de la lourdeur des figures, on serait tenté, au premier abord de donner à ce tympan, une datation précoce. Pourtant, la complexité des drapés, notamment dans le cas du Christ, placerait plutôt ces sculptures après les œuvres de maturité du roman bourguignon.

##### Linteau du portail ouest

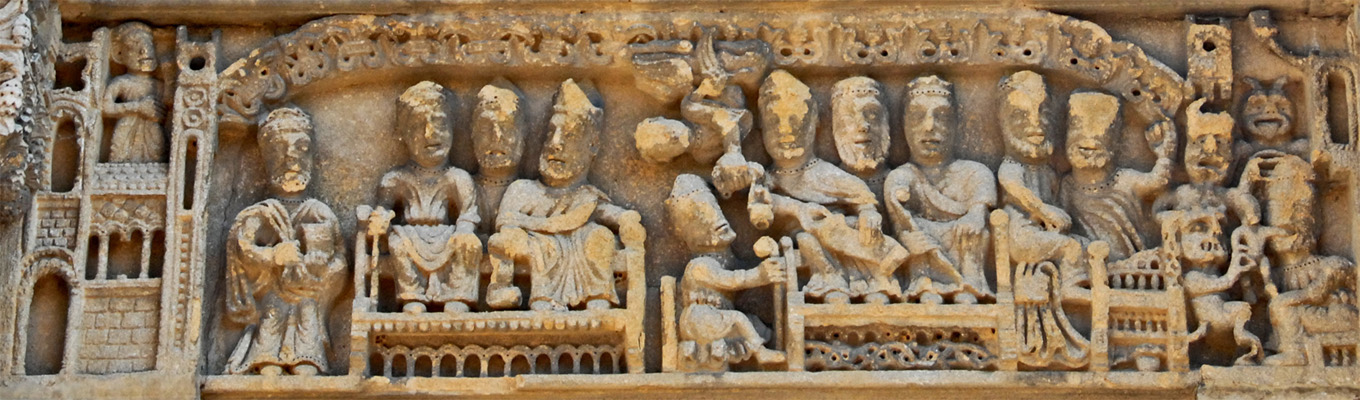
Linteau du portail ouest.

Le linteau de Semur contient une des rares représentations du concile schismatique convoqué à Séleucie en 359. Y figure l'intervention de saint Hilaire telle que la racontera plus tard Jacques de Voragine dans La Légende dorée (1261-1266), mais que l'on trouve déjà au Livre V (Le Guide du Pèlerin) du Codex Calixtinus - ensemble de textes en latin compilés entre 1155 et 1160 à Vézelay puis écrits et enluminés à Cluny en 1160-61.
Le lieu où se tient le concile est délimité par une frise symbolisant la nuée céleste. Le concile se déroule sous le regard et la protection divine, Constance, aux sympathies hérétiques, (ou son représentant) est ainsi nettement en dehors de cet espace.
À l'extrême gauche de cet espace, un personnage, figuré de front, debout, un vêtement sur l'épaule : il est en marche.  Il tient un livre dans sa main gauche qui rappelle celui tenu par le Christ en gloire au-dessus dans le tympan : il porte la Parole divine. C'est Hilaire. Alors qu'il n'est pas convoqué (trois ans auparavant il a été destitué de son siège épiscopal et exilé en Phrygie sur ordre de Constance) Hilaire se présente au concile pour y plaider la cause catholique contre l'hérésie arienne.
Plus à droite, trois personnages : ils portent des mitres. Ce sont des évêques. Dans sa main droite, celui de gauche tient ce qui pourrait être une crosse. Deux sont assis à l'avant, le troisième se tient derrière : le concile a déjà commencé et réunit de nombreux évêques. Le personnage de droite est incliné vers sa gauche. Ce pourrait être le pape Léon qui a un mouvement de recul en apprenant l'arrivée d'Hilaire. Il tient un phylactère dans la main droite : il parle, il « défendit que personne se levât pour lui [Hilaire] ni ne lui fît une place. ».
Hilaire se retrouve donc assis par terre, relégué à un niveau nettement inférieur aux évêques. Le pape ne le reconnaît pas en tant qu'évêque et le lui fait savoir à la fois par son comportement et ses paroles (phylactère). Mais la sculpture met en avant la crosse qu'Hilaire tient de la main droite et la mitre qu'il porte, signes caractéristiques de sa qualité d'évêque. Plus encore, Hilaire est figuré exactement au milieu du linteau, place d'honneur, juste à l'aplomb du Christ en gloire du tympan et de l'Agneau mystique qui domine le portail.
Un ange sort de la nuée, juste au-dessus d'Hilaire. « Il l'encense et le désigne comme le champion de Dieu. ». Hilaire est non seulement bien évêque, mais béni de Dieu, il est saint.
À droite du deuxième banc d'évêques, un miracle vient confirmer la sainteté d'Hilaire. Celui-ci retrouve la place élevée qui lui est due, la terre se soulève, « de façon qu'Hilaire se trouva au niveau des autres évêques.».
Face à saint Hilaire, un siège ouvragé, vide, vu de profil. C'est le trône papal. Le pape a quitté l'assemblée.
Un personnage, debout (voir le vêtement et les pieds qui apparaissent sous le trône papal), main gauche levée et index pointant dans l'axe de la nuée vers le Christ en gloire du tympan. C'est saint Hilaire qui, « se levant, ramena tous les évêques à la foi catholique.».
Une dernière scène, à l'extrême droite du linteau, en dehors de l'espace délimité par la frise : un personnage assis sur un siège bas, symétrique de celui d'Hilaire au centre du linteau, un minuscule personnage sort de sa bouche – il est en train de rendre l'âme. Un être monstrueux représenté en satyre grimaçant s'empare de cette âme. Un deuxième monstre s'empare de la mitre du personnage ; un troisième, cornu, tire la langue.
« … le pape se rendit où l'appelait un besoin naturel, et il fut saisi de dysenterie, et il mourut là misérablement, perdant tous ses boyaux.».
Le linteau pourrait, aussi, représenter le synode de Biterae qui a eu lieu en 356, soit trois ans avant le  concile schismatique convoqué à Séleucie. Les évêques trônant évoquent l’assemblée d’ecclésiastiques ariens qui décidèrent de l’exil de saint Hilaire en Phrygie.

#### Les portails des bas-côtés
On pénètre dans les bas-côtés de l'église par deux portes en plein cintre richement décorées. 
Celle du nord possède une belle harmonie de proportions qui en fait un modèle. Son tympan, est orné de trois lobes fleuronnés rayonnants. Il a pour cadre un câble tordu en spirale sur deux colonnes unies. Les autres archivoltes, en forme de bandeaux plats, sont chargées de billettes et d'oves enrubannés, ainsi que leurs pilastres. Quant au linteau, il se compose d'une frise, fleuronnée d'un beau dessin sous une corniche à palmettes. Au-dessus de cette porte s'ouvre une fenêtre.
Celle du sud  est moins importante et montre un tympan orné d’une simple croix potencée.

### Description intérieure
La situation de Semur-en-Brionnais, en dehors des routes de pèlerinage, ne requérait pas un plan dicté par l’afflux des pèlerins, donc pas de déambulatoire dans le chœur par exemple. Le plan de l’église est, donc, assez classique : trois nefs à quatre travées avec plus une travée de chœur, terminée par une abside en hémicycle et deux travées latérales terminées en absidioles.

#### La nef
La nef de l’église a été construite dans la deuxième moitié du XIIe siècle dans un style tardif directement inspiré de Cluny III. Les quatre travées sont élevées sur trois étages.
Le triforium est rythmé par deux groupes de trois arcades de profil brisé par travées. Ce triforium élégant n'a eu qu'un but décoratif, comme ceux de Paray-le-Monial et d'Autun. Les fenêtres hautes sont au nombre d’une par travée et éclairent directement l’espace, alors qu’il y en avait trois à Cluny. Cette différence s’explique vraisemblablement par le risque qu’aurait représenté un plus grand évidement des parties hautes.
Les autres éléments directement influencés par Cluny sont les pilastres cannelés des piliers cruciformes, les arcs brisés et surtout la tribune en encorbellement dans le mur ouest. La même aurait existé à Cluny. De cette tribune résonnaient les réponses chantées en écho au chant des moines qui, eux, étaient situés dans le chœur.
La voûte en berceau en plein cintre surbaissée qui couvre les trois premières travées de la nef date  du XIXe siècle. Elle remplace la voûte en berceau brisé qui fut incendié au XVIe siècle.

#### Le transept
Les bras du transept sont en faible saillie sur les bas-côtés et sont voûtés en berceau brisé. 
La croisée est surmontée d'une lanterne formée d'une coupole octogonale sur quatre trompes au-dessus d'un étage d'arcades aveugles disposées par deux et par trois sur chacune des huit faces correspondant aux pans de la coupole.

#### Le chœur
Le sanctuaire se compose d'une travée de chœur en berceau brisé que précède une abside semi-circulaire. Elle est  voûtée en cul-de-four ovoïde. Dans cet hémicycle, une garniture d'archivoltes sur colonnettes et pilastres alternés fait saillie sur la muraille et encadre trois baies et deux arcades aveugles. 
Les deux absides latérales sont voûtées en cul-de-four. Elles sont précédées de petites travées de chœur. Elles ouvrent sur le sanctuaire par deux arcades à deux rangs de claveaux. Le rang inférieur est porté par des pilastres très courts suspendus en encorbellement sur des corbeaux sculptés de petits atlantes diaboliques. Les faces des pilastres sont décorées de fleurons, de rinceaux et de rubans plissés.

## Les bâtiments rattachés à l’église
À côté de l’église on trouve encore les bâtiments canoniaux dont la maison du chapitre. La salle capitulaire date du (XVIe siècle et elle possède un décor peint de la fin de ce même siècle,

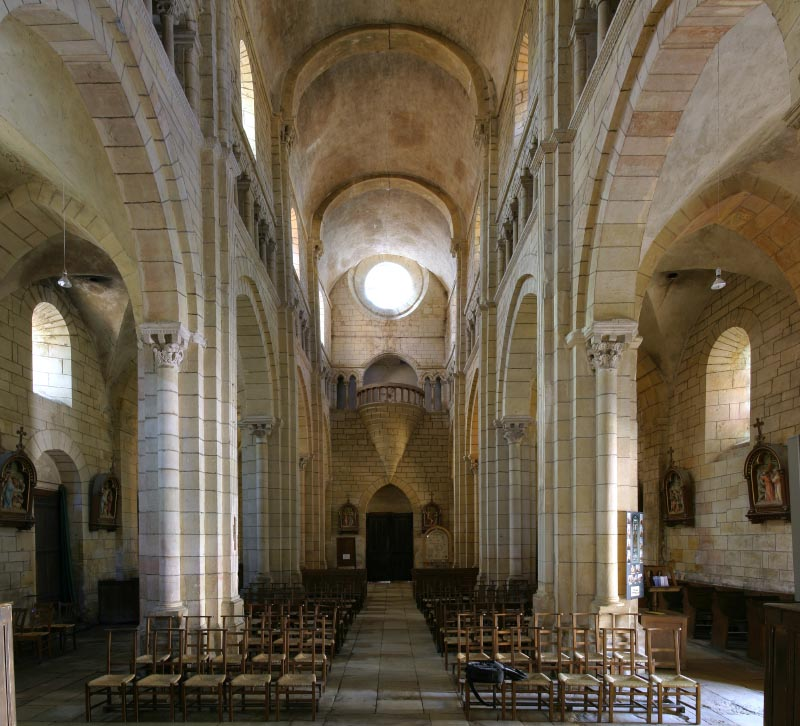
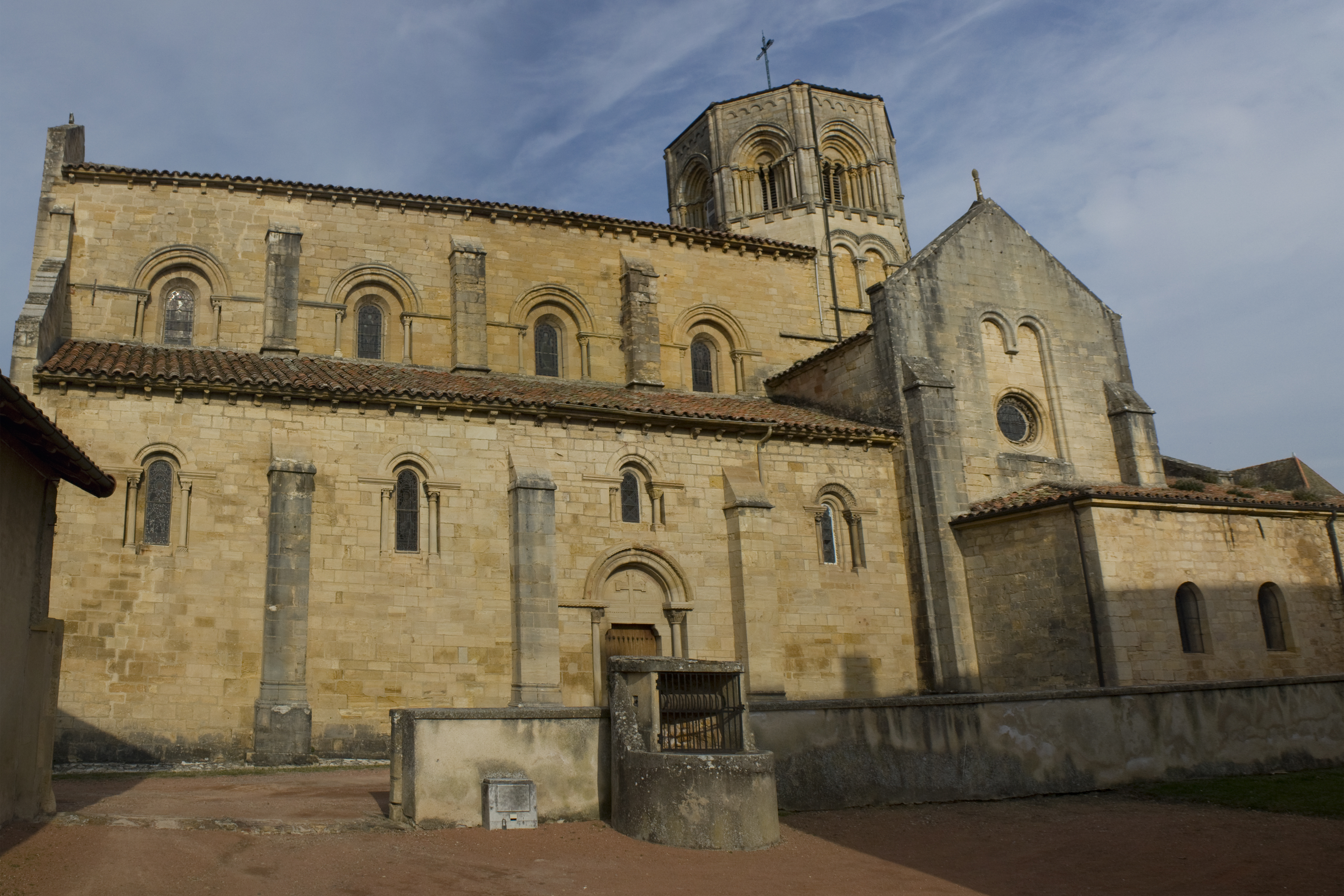
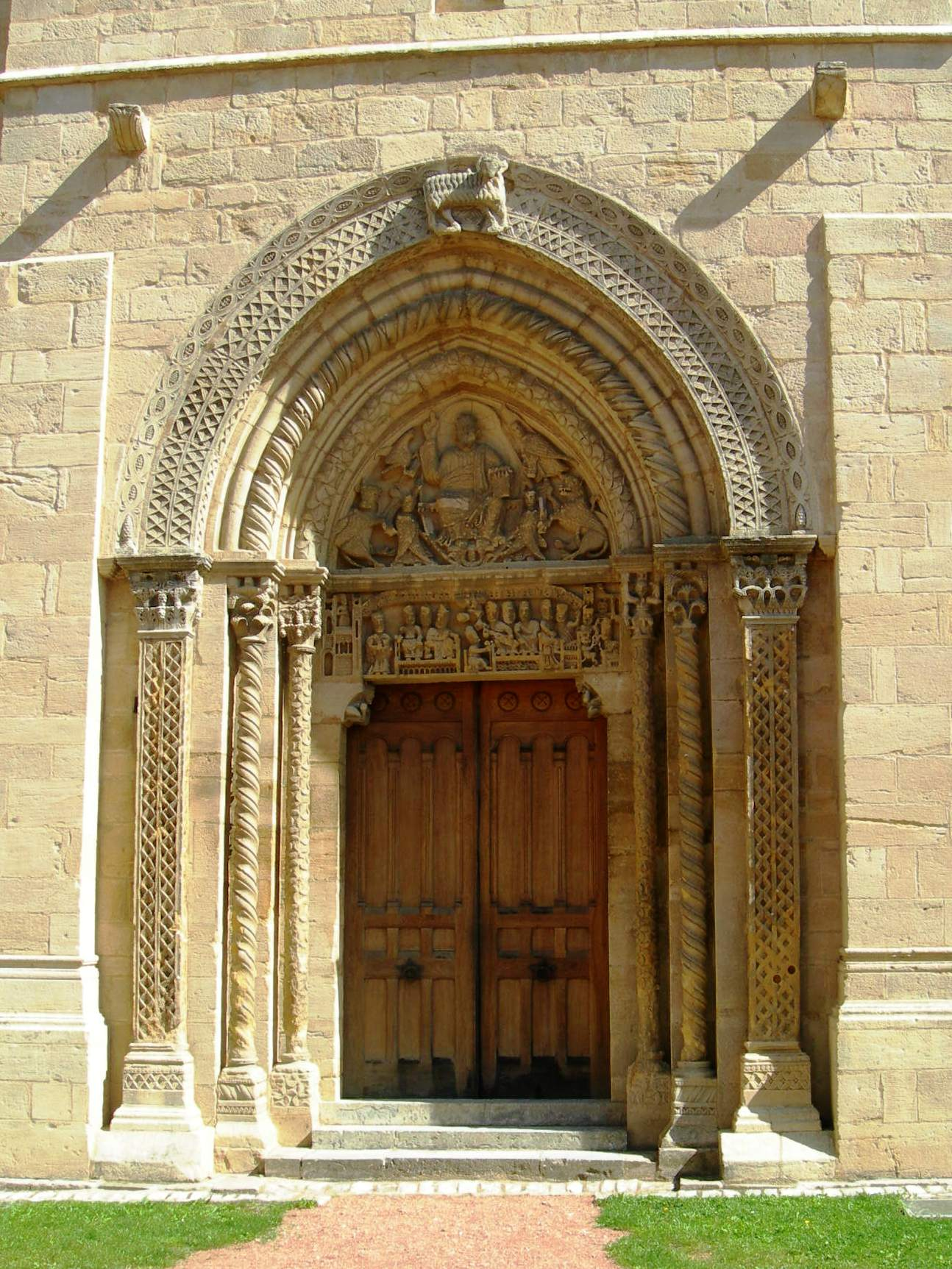